# Sofialäktaren
Sofialäktaren är Djurgårdens IF fotbolls ståplatsläktare. Sofialäktaren kallas i vissa sammanhang förkortat för Sofia.

## Placering
Sofialäktaren är belägen på Tele2 arenas södra kortsida mot Enskede.

## Kapacitet
Under vanliga matcher används i regel endast den södra läktarens nedre etage som klacksektion, då övre etage agerar som aktiv sittplats. Under stormatcher och derbyn brukar dock övre etage öppnas upp och benämnas som klacksektion. Kapaciteten för Sofialäktarens nedre etage är 3700 personer.

## Stadiontiden
Fram tills 2013 spelade Djurgårdens IF fotboll sina hemmamatcher på Stockholms Stadion. Sektionerna L,M och N belägna västerut mot Drottning Sofias väg och Sophiahemmet var klacksektionerna, därav fick Sofialäktaren sitt namn.

## Flytten till Tele2 Arena
Inför flytten till Tele2 Arena tog ledande supportergrupperingar inom Djurgårdens IF fram ett förslag om vilken läktare som skulle bli klacksektion. Efter att på Stockholms Stadion haft klacken på långsidan föreslogs nu att den södra kortsidan skulle bli den nya klacksektionen på Tele2 Arena. Förslaget undertecknades av Järnkaminerna, Ultra Caos Stockholm, den dåvarande tifogruppen Fabriken Stockholm och Djurgårdspublikens arenagrupp (DPA). Djurgårdens IF fotboll gick med på förslaget och den södra läktaren blev Djurgårdens klacksektion på den nya arenan.

## Sofia Tifo
Fabriken Stockholm var namnet på den tidigare tifogruppen till Djurgårdens IF. Fabriken bildades 2005 men inför flytten från Stockholms Stadion till Tele2 Arena 2013 lades Fabriken ned och bytte namn till Sofialäktaren Tifo. Målet med gruppen är att utföra så kallade tifon på Djurgårdens matcher, läktarkoreografier som t.ex. konfetti, mosaikark, så kallade OH-flaggor, pyroteknik osv.
Sofia Tifo samlar in pengar till arrangemangen genom frivilliga bidrag från övriga Djurgårdsfamiljen. Man kan ofta se dem gå runt med hinkar för att samla in pengar på Djurgårdens matcher, men på senare tid samlar de även in pengar via bankgiro och swish.